# Festival international du film d'Athènes
Le festival international du film d'Athènes (en grec moderne : Διεθνούς Φεστιβάλ Κινηματογράφου της Αθήνας, en anglais : Athens International Film Festival) est un festival international de cinéma créé en 1995 à Athènes.